# 群遅延と位相遅延
フィルタ回路において、入力波形と出力波形の位相差から遅延時間を計算する手法として、位相遅延を求める方法と、群遅延を求める方法がある。
波形にひずみが生じないようにするためには、できるかぎりフィルタ回路の遅延時間を一定にする必要がある。この一例としてベッセルフィルタがある。

## 位相遅延
位相遅延（phase delay） τp は、入力波形と出力波形の位相差φを角周波数ωで割ったものであり、
{\displaystyle \tau _{p}=-{\frac {\phi }{\omega }}}
で求められる。
位相には 2πn の不定性（φ と φ＋2πn の間で区別が付かない）が存在するため、フィルタ回路の特性の指標を表すときは、位相遅延よりも群遅延を用いることが多い。

## 群遅延

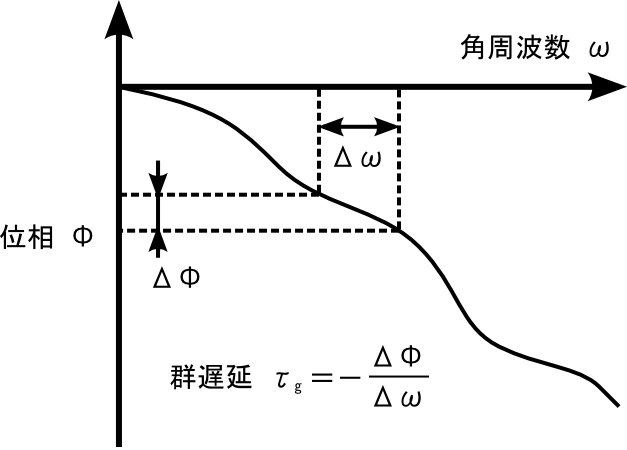
群遅延の求め方

群遅延（グループ遅延、group delay）τg は、入力波形と出力波形の位相差φを角周波数ωで微分したものであり、
{\displaystyle \tau _{g}=-{\frac {d\phi }{d\omega }}}
で求められる。
位相遅延が単純に2つの正弦波の「ピークの差」なのに対して、群遅延は「うなりのピークの差」と考えることができる。

## 参照
1. ↑  相良岩男著 「わかりやすいフィルタ回路入門」 日刊工業新聞社 p.144 ISBN 4-526-05520-4
2. 1 2  未確認飛行C - 周波数特性 (ディジタル信号処理)
3. ↑  Agilent AN1287-1 ベクトル・ネットワーク解析の基礎 p.11
4. ↑  Stanford Exploration Project